# Heart*Iz
Heart*Iz (da pronunciare come Heart Eyes) è il secondo EP del girl group sudcoreano Iz*One, pubblicato nel 2019.

## Tracce
1. Hey. Bae. Like It. (해바라기) – 3:32
2. Violeta (비올레타) – 3:20
3. Highlight – 3:28
4. Really Like You – 3:10
5. Airplane – 3:03
6. Up (하늘 위로) – 3:12
7. Neko ni Naritai; Korean version (고양이가 되고 싶어) – 4:16
8. Gokigen Sayonara; Korean version (기분 좋은 안녕) – 4:20

## Classifiche

### Classifiche settimanali
| Classifica (2019) | Posizione massima |
| ----------------- | ----------------- |
| Corea del Sud     | 1                 |
| Giappone          | 4                 |

### Classifiche di fine anno
| Classifica (2019) | Posizione |
| ----------------- | --------- |
| Corea del Sud     | 21        |